# Schedocentrus liparochrus
Schedocentrus liparochrus är en insektsart som beskrevs av Morgan Hebard 1924. Schedocentrus liparochrus ingår i släktet Schedocentrus och familjen vårtbitare. Inga underarter finns listade i Catalogue of Life.